# Monsterboken
Monsterboken var ett tillbehör till Drakar och Demoners tidigare upplagor och innehöll beskrivningar av cirka 90 olika intelligenta varelser, djur och monster. Monsterboken gavs ut 1985 och följdes 1987 av Monsterboken II. Båda böckerna ersattes 1990 av Drakar och Demoner Monster.